# Марек Гамшик
Ма́рек Га́мшик (словац. Marek Hamšík, нар. 27 липня 1987, Банська Бистриця, Банськобистрицький край, Словаччина) — словацький футболіст, півзахисник. Рекордсмен національної збірної Словаччини за кількістю проведених матчів і забитих голів.
Відомий своїми виступами в Італії за «Наполі». Станом на 2020 рік — рекордсмен клубу за кількістю матчів і другий найкращий бомбардир в історії «Наполі».
Восьмиразовий володар звання Футболіст року в Словаччині (2009, 2010, 2013, 2014, 2015, 2016, 2017 і 2018).

## Клубна кар'єра

### Початок кар'єри
Марек Гамшик розпочинав займатися футболом у місцевих дитячо-юнацьких командах Банської Бистриці, згодом його запримітили тренери збірних юнацьких команд країни. Тому молодого й талановитого футболіста запросили до столичної команди «Слован (Братислава)». Але успішні виступи на юнацьких світових форумах привернули до нього увагу представників іноземних чемпіонатів і вже в серпні 2004 року 17-річний гравець приєднався до італійської «Брешії». Перший сезон в Італії провів, граючи здебільшого за дублюючий склад, а вже з літа 2005 року, після того як «Брешія» понизилася в класі до Серії B і втратила деяких гравців, став дедалі частіше з'являтися на полі в іграх головної команди клубу. У сезоні 2006/07 був не лише стабільним гравцем основного складу, але й одним з лідерів команди.

### «Наполі»
Рівень гри молодого словака вказував на те, що його перехід до амбітнішої команди лише питання часу. І такий перехід відбувся 28 червня 2007 року, коли Гамшик за 5,5 мільйона євро перейшов до «Наполі». У новій команді відразу став ключовим гравцем і однією з основних опцій при розвитку атак. Загалом провів у Неаполі 11,5 сезону, незмінно демонструючи високий ігровий рівень. До того ж кар'єра гравця у «Наполі» пройшла без суттєвих ушкоджень, що дозволило йому в листопаді 2018 року провести 512-ту гру за команду клубу, перевищивши досягнення Джузеппе Брусколотті, захисника «Наполі» 1970-х і 1980-х років, і стати рекордсменом за кількістю офіційних матчів у формі неаполітанської команди. На той час Гамшик вже був і її найкращим бомбардиром в історії. Загалом на момент переходу з «Наполі» мав в активі рекордні 520 матчів і 121 гол за цю команду в усіх турнірах.

### «Далянь Їфан»
14 лютого 2019 року Марек підписав контракт з китайським клубом Далянь Їфан за 13 мільйонів євро, що завершило його одинадцятирічну кар'єру в Наполі. 3 березня, у матчі відкриття сезону китайської Суперліги 2019 року, Гамшик дебютував у клубі з рахунком 1:1 проти Хенань Цзяньє.

### «Гетеборг»
У березні 2021 року Марек Гамшик на правах вільного агента приєднався до клубу Аллсвенскан «Гетеборг».

### «Трабзонспор»
У липні 2021 року підписав дворічний контракт з турецьким «Трабзонспором». У першому ж сезоні допоміг своєму новому клубу виграти чемпіонат Туреччини.

## Збірна
2003 року дебютував у складі юнацької збірної Словаччини (U-17), загалом на юнацькому рівні взяв участь у 12 іграх, відзначившись 4 забитими голами.
Протягом 2005—2006 років залучався до складу молодіжної збірної Словаччини. На молодіжному рівні зіграв у 2 офіційних матчах.
7 лютого 2007 року дебютував в офіційних матчах у складі національної збірної Словаччини товариською грою супроти збірної Польщі. Швидко став гравцем основного складу національної команди, а згодом й одним з її лідерів. Восени 2009 року 20-річний на той час Гамшик уперше виводив збірну Словаччини на поле з капітанською пов'язкою. Наступного року був капітаном команди на тогорічному чемпіонаті світу в ПАР, де словаки вийшли з групи і припинили боротьбу на стадії 1/8 фіналу.
Також був ключовим гравцем національної команди на Євро-2016, який для неї закінчився також в 1/8 фіналу.
У жовтні 2017 року провів свою соту гру за збірну Словаччини, а за рік взяв участь у 108-й грі, що дозволило йому обійти Мирослава Каргана за кількістю матчів у формі збірної і стати односібним рекордсменом за цим показником.
11 червня 2019 року відзначився дублем у ворота збірної Азербайджану у грі відбору на Євро-2020, першим забитим м'ячем наздогнавши, а другим — обійшовши Роберта Віттека в суперечці найкращих бомбардирів в історії збірної Словаччини.
| Дата       | Місто                  | Господарі            | Результат | Гості                | Турнір                               | Голи | Примітки         |
| ---------- | ---------------------- | -------------------- | --------- | -------------------- | ------------------------------------ | ---- | ---------------- |
| 7-2-2007   | Херес-де-ла-Фронтера   | Словаччина           | 2 – 2     | Польща               | товариський матч                     | -    | 81'              |
| 6-6-2007   | Гамбург                | Німеччина            | 2 – 1     | Словаччина           | Відбір до ЧЄ 2008                    | -    |                  |
| 22-8-2007  | Трнава                 | Словаччина           | 0 – 1     | Франція              | товариський матч                     | -    | 85'              |
| 8-9-2007   | Братислава             | Словаччина           | 2 – 2     | Ірландія             | Відбір до ЧЄ 2008                    | -    |                  |
| 12-9-2007  | Трнава                 | Словаччина           | 2 – 5     | Уельс                | Відбір до ЧЄ 2008                    | -    |                  |
| 13-10-2007 | Дубниця-над-Вагом      | Словаччина           | 7 – 0     | Сан-Марино           | Відбір до ЧЄ 2008                    | 1    |                  |
| 16-10-2007 | Загреб                 | Хорватія             | 3 – 0     | Словаччина           | товариський матч                     | -    |                  |
| 17-11-2007 | Прага                  | Чехія                | 3 – 1     | Словаччина           | Відбір до ЧЄ 2008                    | -    | 58'              |
| 21-11-2007 | Серравалле             | Сан-Марино           | 0 – 5     | Словаччина           | Відбір до ЧЄ 2008                    | 1    |                  |
| 6-2-2008   | Лімасол                | Угорщина             | 1 – 1     | Словаччина           | товариський матч                     | -    | 59'              |
| 26-3-2008  | Злате Моравце          | Словаччина           | 1 – 2     | Ісландія             | товариський матч                     | -    |                  |
| 20-5-2008  | Білефельд              | Туреччина            | 1 – 0     | Словаччина           | товариський матч                     | -    |                  |
| 24-5-2008  | Лугано                 | Швейцарія            | 2 – 0     | Словаччина           | товариський матч                     | -    | 90+1'            |
| 20-8-2008  | Братислава             | Словаччина           | 0 – 2     | Греція               | товариський матч                     | -    | 79'              |
| 6-9-2008   | Братислава             | Словаччина           | 2 – 1     | Північна Ірландія    | Відбір до ЧС 2010                    | 1    | 3'               |
| 10-9-2008  | Марибор                | Словенія             | 2 – 1     | Словаччина           | Відбір до ЧС 2010                    | -    |                  |
| 15-10-2008 | Братислава             | Словаччина           | 2 – 1     | Польща               | Відбір до ЧС 2010                    | -    |                  |
| 19-11-2008 | Жиліна                 | Словаччина           | 4 – 0     | Ліхтенштейн          | товариський матч                     | 2    | 74'              |
| 10-2-2009  | Лімасол                | Словаччина           | 2 – 3     | Україна              | товариський матч                     | 1    | 58'              |
| 11-2-2009  | Нікосія                | Кіпр                 | 3 – 2     | Словаччина           | товариський матч                     | -    |                  |
| 28-3-2009  | Лондон                 | Англія               | 4 – 0     | Словаччина           | товариський матч                     | -    | 79'              |
| 1-4-2009   | Прага                  | Чехія                | 1 – 2     | Словаччина           | Відбір до ЧС 2010                    | -    | 86'              |
| 6-6-2009   | Братислава             | Словаччина           | 7 – 0     | Сан-Марино           | Відбір до ЧС 2010                    | -    | 46'              |
| 12-8-2009  | Рейк'явік              | Ісландія             | 1 – 1     | Словаччина           | товариський матч                     | -    |                  |
| 5-9-2009   | Братислава             | Словаччина           | 2 – 2     | Чехія                | Відбір до ЧС 2010                    | 1    | 73', 75'         |
| 10-10-2009 | Братислава             | Словаччина           | 0 – 2     | Словенія             | Відбір до ЧС 2010                    | -    |                  |
| 14-10-2009 | Хожув                  | Польща               | 0 – 1     | Словаччина           | Відбір до ЧС 2010                    | -    | кап.             |
| 14-11-2009 | Братислава             | Словаччина           | 1 – 0     | США                  | товариський матч                     | 1    | 90+1'            |
| 17-11-2009 | Жиліна                 | Словаччина           | 1 – 2     | Чилі                 | товариський матч                     | -    | кап. 85'         |
| 3-3-2010   | Жиліна                 | Словаччина           | 0 – 1     | Норвегія             | товариський матч                     | -    | кап. 84'         |
| 29-5-2010  | Клагенфурт-ам-Вертерзе | Словаччина           | 1 – 1     | Камерун              | товариський матч                     | -    | кап.             |
| 5-6-2010   | Братислава             | Словаччина           | 3 – 0     | Коста-Рика           | товариський матч                     | -    | кап. 46'         |
| 15-6-2010  | Рустенбург             | Нова Зеландія        | 1 – 1     | Словаччина           | ЧС 2010 - 1-й етап                   | -    | кап.             |
| 20-6-2010  | Блумфонтейн            | Словаччина           | 0 – 2     | Парагвай             | ЧС 2010 - 1-й етап                   | -    | кап.             |
| 24-6-2010  | Йоганнесбург           | Словаччина           | 3 – 2     | Італія               | ЧС 2010 - 1-й етап                   | -    | кап.             |
| 28-6-2010  | Дурбан                 | Нідерланди           | 2 – 1     | Словаччина           | ЧС 2010 - 1/8 фіналу                 | -    | кап. 87'         |
| 11-8-2010  | Братислава             | Словаччина           | 1 – 1     | Хорватія             | товариський матч                     | -    | 46'              |
| 3-9-2010   | Братислава             | Словаччина           | 1 – 0     | Північна Македонія   | Відбір до ЧЄ 2012                    | -    | кап.             |
| 7-9-2010   | Москва                 | Росія                | 0 – 1     | Словаччина           | Відбір до ЧЄ 2012                    | -    | кап.             |
| 8-10-2010  | Єреван                 | Вірменія             | 3 – 1     | Словаччина           | Відбір до ЧЄ 2012                    | -    | кап.             |
| 12-10-2010 | Жиліна                 | Словаччина           | 1 – 1     | Ірландія             | Відбір до ЧЄ 2012                    | -    | кап.             |
| 17-11-2010 | Братислава             | Словаччина           | 2 – 3     | Боснія і Герцеговина | товариський матч                     | -    | 46'              |
| 9-2-2011   | Люксембург             | Люксембург           | 2 – 1     | Словаччина           | товариський матч                     | -    | кап.             |
| 26-3-2011  | Андорра-ла-Велья       | Андорра              | 0 – 1     | Словаччина           | Відбір до ЧЄ 2012                    | -    | кап.             |
| 29-3-2011  | Трнава                 | Словаччина           | 1 – 2     | Данія                | товариський матч                     | -    | кап.             |
| 4-6-2011   | Братислава             | Словаччина           | 1 – 0     | Андорра              | Відбір до ЧЄ 2012                    | -    | кап.             |
| 10-8-2011  | Клагенфурт-ам-Вертерзе | Австрія              | 1 – 2     | Словаччина           | товариський матч                     | -    | кап. 90'         |
| 2-9-2011   | Дублін                 | Ірландія             | 0 – 0     | Словаччина           | Відбір до ЧЄ 2012                    | -    | кап.             |
| 6-9-2011   | Жиліна                 | Словаччина           | 0 – 4     | Вірменія             | Відбір до ЧЄ 2012                    | -    | кап. 75'         |
| 7-10-2011  | Жиліна                 | Словаччина           | 0 – 1     | Росія                | Відбір до ЧЄ 2012                    | -    | кап.             |
| 11-10-2011 | Скоп'є                 | Північна Македонія   | 1 – 1     | Словаччина           | Відбір до ЧЄ 2012                    | -    | кап.             |
| 29-2-2012  | Бурса (місто)          | Туреччина            | 1 – 2     | Словаччина           | товариський матч                     | -    | кап. 90+2'       |
| 26-5-2012  | Клагенфурт-ам-Вертерзе | Польща               | 1 – 0     | Словаччина           | товариський матч                     | -    | кап.             |
| 30-5-2012  | Роттердам              | Нідерланди           | 2 – 0     | Словаччина           | товариський матч                     | -    | кап.             |
| 15-8-2012  | Оденсе                 | Данія                | 1 – 3     | Словаччина           | товариський матч                     | 1    | 77'              |
| 7-9-2012   | Вільнюс                | Литва                | 1 – 1     | Словаччина           | Відбір до ЧС 2014                    | -    | 86'              |
| 11-9-2012  | Братислава             | Словаччина           | 2 – 0     | Ліхтенштейн          | Відбір до ЧС 2014                    | -    | 82'              |
| 12-10-2012 | Братислава             | Словаччина           | 2 – 1     | Латвія               | Відбір до ЧС 2014                    | 1    |                  |
| 16-10-2012 | Братислава             | Словаччина           | 0 – 1     | Греція               | Відбір до ЧС 2014                    | -    |                  |
| 14-11-2012 | Оломоуць               | Чехія                | 3 – 0     | Словаччина           | товариський матч                     | -    | кап.             |
| 6-2-2013   | Брюгге                 | Бельгія              | 2 – 1     | Словаччина           | товариський матч                     | -    |                  |
| 22-3-2013  | Жиліна                 | Словаччина           | 1 – 1     | Литва                | Відбір до ЧС 2014                    | -    |                  |
| 26-3-2013  | Жиліна                 | Словаччина           | 0 – 0     | Швеція               | товариський матч                     | -    | 11' 46'          |
| 7-6-2013   | Вадуц                  | Ліхтенштейн          | 1 – 1     | Словаччина           | Відбір до ЧС 2014                    | -    | кап.             |
| 14-8-2013  | Бухарест               | Румунія              | 1 – 1     | Словаччина           | товариський матч                     | -    | кап. 65'         |
| 6-9-2013   | Зениця                 | Боснія і Герцеговина | 0 – 1     | Словаччина           | Відбір до ЧС 2014                    | -    | 73'              |
| 10-9-2013  | Жиліна                 | Словаччина           | 1 – 2     | Боснія і Герцеговина | Відбір до ЧС 2014                    | 1    |                  |
| 15-11-2013 | Вроцлав                | Польща               | 0 – 2     | Словаччина           | товариський матч                     | -    | 34' 85'          |
| 5-3-2014   | Нетанья                | Ізраїль              | 1 – 3     | Словаччина           | товариський матч                     | -    |                  |
| 4-9-2014   | Жиліна                 | Словаччина           | 1 – 0     | Мальта               | товариський матч                     | -    | кап. 78'         |
| 8-9-2014   | Київ                   | Україна              | 0 – 1     | Словаччина           | Відбір до ЧЄ 2016                    | -    | кап.             |
| 9-10-2014  | Жиліна                 | Словаччина           | 2 – 1     | Іспанія              | Відбір до ЧЄ 2016                    | -    |                  |
| 12-10-2014 | Борисов (місто)        | Білорусь             | 1 – 3     | Словаччина           | Відбір до ЧЄ 2016                    | 2    |                  |
| 15-11-2014 | Скоп'є                 | Північна Македонія   | 0 – 2     | Словаччина           | Відбір до ЧЄ 2016                    | -    |                  |
| 18-11-2014 | Жиліна                 | Словаччина           | 2 – 1     | Фінляндія            | товариський матч                     | 1    | 59'              |
| 27-3-2015  | Жиліна                 | Словаччина           | 3 – 0     | Люксембург           | Відбір до ЧЄ 2016                    | -    |                  |
| 31-3-2015  | Жиліна                 | Словаччина           | 1 – 0     | Чехія                | товариський матч                     | -    | 46'              |
| 14-6-2015  | Жиліна                 | Словаччина           | 2 – 1     | Північна Македонія   | Відбір до ЧЄ 2016                    | 1    | 80'              |
| 5-9-2015   | Ов'єдо                 | Іспанія              | 2 – 0     | Словаччина           | Відбір до ЧЄ 2016                    | -    | кап. 61'         |
| 8-9-2015   | Жиліна                 | Словаччина           | 0 – 0     | Україна              | Відбір до ЧЄ 2016                    | -    |                  |
| 9-10-2015  | Жиліна                 | Словаччина           | 0 – 1     | Білорусь             | Відбір до ЧЄ 2016                    | -    |                  |
| 12-10-2015 | Люксембург             | Люксембург           | 2 – 4     | Словаччина           | Відбір до ЧЄ 2016                    | 2    |                  |
| 13-11-2015 | Трнава                 | Словаччина           | 3 – 2     | Швейцарія            | товариський матч                     | -    | 87'              |
| 25-3-2016  | Трнава                 | Словаччина           | 0 – 0     | Латвія               | товариський матч                     | -    | 89'              |
| 29-3-2016  | Дублін                 | Ірландія             | 2 – 2     | Словаччина           | товариський матч                     | -    |                  |
| 29-5-2016  | Аугсбург               | Німеччина            | 1 – 3     | Словаччина           | товариський матч                     | 1    | 85'              |
| 4-6-2016   | Трнава                 | Словаччина           | 0 – 0     | Північна Ірландія    | товариський матч                     | -    |                  |
| 11-6-2016  | Бордо                  | Уельс                | 2 – 1     | Словаччина           | ЧЄ 2016 - 1-й етап                   | -    |                  |
| 15-6-2016  | Лілль                  | Росія                | 1 – 2     | Словаччина           | ЧЄ 2016 - 1-й етап                   | 1    |                  |
| 20-6-2016  | Сент-Етьєн             | Словаччина           | 0 – 0     | Англія               | ЧЄ 2016 - 1-й етап                   | -    |                  |
| 26-6-2016  | Лілль                  | Німеччина            | 3 – 0     | Словаччина           | ЧЄ 2016 - 1/8 фіналу                 | -    |                  |
| 4-9-2016   | Трнава                 | Словаччина           | 0 – 1     | Англія               | Відбір до ЧС 2018                    | -    |                  |
| 8-10-2016  | Любляна                | Словенія             | 1 – 0     | Словаччина           | Відбір до ЧС 2018                    | -    | кап.             |
| 11-10-2016 | Трнава                 | Словаччина           | 3 – 0     | Шотландія            | Відбір до ЧС 2018                    | -    | 87'              |
| 11-11-2016 | Трнава                 | Словаччина           | 4 – 0     | Литва                | Відбір до ЧС 2018                    | 1    |                  |
| 26-3-2017  | Та-Калі                | Мальта               | 1 – 3     | Словаччина           | Відбір до ЧС 2018                    | -    | 50'              |
| 10-6-2017  | Вільнюс                | Литва                | 1 – 2     | Словаччина           | Відбір до ЧС 2018                    | 1    |                  |
| 1-9-2017   | Трнава                 | Словаччина           | 1 – 0     | Словенія             | Відбір до ЧС 2018                    | -    | 87'              |
| 4-9-2017   | Лондон                 | Англія               | 2 – 1     | Словаччина           | Відбір до ЧС 2018                    | -    | 79'              |
| 5-10-2017  | Глазго                 | Шотландія            | 1 – 0     | Словаччина           | Відбір до ЧС 2018                    | -    | 100-та гра 79'   |
| 8-10-2017  | Трнава                 | Словаччина           | 3 – 0     | Мальта               | Відбір до ЧС 2018                    | -    |                  |
| 10-11-2017 | Львів                  | Україна              | 2 – 1     | Словаччина           | товариський матч                     | -    | 63'              |
| 14-11-2017 | Трнава                 | Словаччина           | 1 – 0     | Норвегія             | товариський матч                     | -    | 64'              |
| 31-5-2018  | Трнава                 | Словаччина           | 1 – 1     | Нідерланди           | товариський матч                     | -    | 72'              |
| 4-6-2018   | Женева                 | Словаччина           | 1 – 2     | Марокко              | товариський матч                     | -    | 51'              |
| 5-9-2018   | Трнава                 | Словаччина           | 3 – 0     | Данія                | товариський матч                     | -    | 61'              |
| 9-9-2018   | Львів                  | Україна              | 1 – 0     | Словаччина           | Ліга націй УЄФА 2018-2019 - 1-й етап | -    | Рекорд за іграми |
| 13-10-2018 | Трнава                 | Словаччина           | 1 – 2     | Чехія                | Ліга націй УЄФА 2018-2019 - 1-й етап | 1    |                  |
| 16-10-2018 | Стокгольм              | Швеція               | 1 – 1     | Словаччина           | товариський матч                     | -    | 67'              |
| 16-11-2018 | Трнава                 | Словаччина           | 4 – 1     | Україна              | Ліга націй УЄФА 2018-2019 - 1-й етап | -    |                  |
| 19-11-2018 | Прага                  | Чехія                | 1 – 0     | Словаччина           | Ліга націй УЄФА 2018-2019 - 1-й етап | -    |                  |
| 21-3-2019  | Трнава                 | Словаччина           | 2 – 0     | Угорщина             | Відбір до ЧЄ 2020                    | -    | кап. 78'         |
| 24-3-2019  | Кардіфф                | Уельс                | 1 – 0     | Словаччина           | Відбір до ЧЄ 2020                    | -    | кап. 86'         |
| 11-6-2019  | Баку                   | Азербайджан          | 1 – 5     | Словаччина           | Відбір до ЧЄ 2020                    | 2    | кап. 86'         |
| Усього     |                        | Матчів (1 місце)     | 114       |                      | Голів (1 місце)                      | 24   |                  |

## Досягнення
- Володар Кубка Італії (2):

«Наполі»: 2011-12, 2013-14
- Володар Суперкубка Італії (1):

«Наполі»: 2014
- Чемпіон Туреччини (1):

«Трабзонспор»: 2021-22
- Володар Суперкубка Туреччини (1):

«Трабзонспор»: 2022
- Футболіст року в Словаччині (7): 2009, 2010, 2013, 2014, 2015, 2016, 2017
- Рекордсмен «Наполі» за кількістю проведених матчів і забитих голів[7]